# Samuel Huntington (homme politique)
Pour les articles homonymes, voir Samuel Huntington.
Samuel Huntington, né le 16 juillet 1731, mort le 5 janvier 1796, est un homme d'État, juriste et Patriot lors de la Révolution américaine.

## Biographie
En tant que délégué du Connecticut au Congrès continental, il signe la déclaration d'indépendance des États-Unis et les articles de la Confédération. Il est également élu président du Congrès continental le 28 septembre 1779 en remplacement de John Jay parti pour devenir ministre du Royaume d’Espagne ce qui est l’une des raisons pour lesquelles il est parfois considéré comme le premier président. Le président du Congrès était un poste essentiellement cérémoniel sans autorité réelle, mais le bureau exigeait de Huntington qu’il traite une bonne partie de la correspondance et signe des documents officiels. Il a passé son temps en tant que président à exhorter les États et leurs législatures à soutenir les levées pour les hommes, les fournitures et l’argent nécessaires à la guerre d’indépendance. Les Articles de la Confédération ont été ratifiés au cours de son mandat. Huntington resta président du Congrès jusqu’au 9 juillet 1781, date à laquelle des problèmes de santé le forcèrent à démissionner et à retourner dans le Connecticut.
A son retour dans l'État, il devient juge en chef de la Cour suprême du Connecticut de 1784 à 1787. En 1785, il est élu lieutenant-gouverneur du Connecticut, servant avec le gouverneur Matthew Griswold. En 1786, il devient gouverneur. Il est resté responsable de la Cour suprême pendant son mandat de lieutenant-gouverneur, mais a quitté ce poste lors de son élection au poste de gouverneur.
Il fut de nouveau membre de la Cour suprême des erreurs du Connecticut de 1794 jusqu’à sa mort en 1796

## Vie personnelle
Huntington épousa Martha Devotion (la fille du révérend Devotion) en 1761. Le couple n’a pas eu d’enfants, mais à la mort de son frère (le révérend Joseph Huntington), ils ont adopté leur neveu et leur nièce. Ils ont élevé Samuel Huntington « Jr. », futur gouverneur de l'Ohio, et Frances comme les leurs. Samuel Huntington n’a jamais possédé d’esclaves.

### Source
- (en) Cet article est partiellement ou en totalité issu de l’article de Wikipédia en anglais intitulé « Samuel Huntington (statesman) » (voir la liste des auteurs).